# Wilhelm Laforet

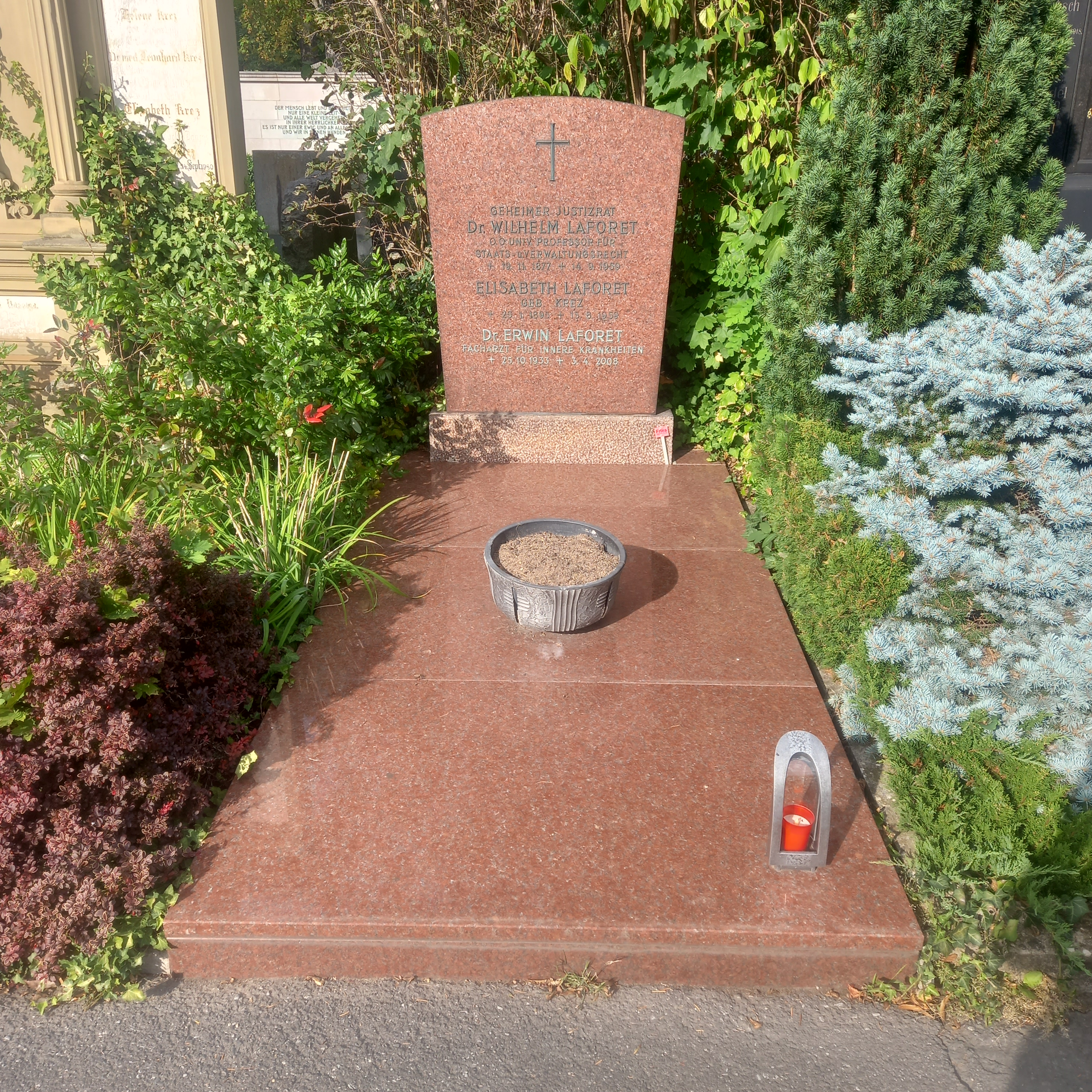
Das Grab von Wilhelm Laforet und seiner Ehefrau Elisabeth geborene Krez auf dem Hauptfriedhof Würzburg

Wilhelm Georg Josef Laforet (* 19. November 1877 in Edenkoben; † 14. September 1959 in Würzburg) war ein deutscher Staats- und Verwaltungsjurist, Ministerialbeamter und Politiker (CSU). Er war von 1927 bis 1951 Professor an der Julius-Maximilians-Universität Würzburg sowie Mitglied des Parlamentarischen Rates, des Deutschen Bundestages und des Bayerischen Landtages. Laforet war Vorsitzender des Rechtsausschusses des Deutschen Bundestages und des Richterwahlausschusses; zuvor maßgeblich an der Ausarbeitung des Grundgesetzes (1949) beteiligt, obwohl er letztlich aus föderalistischen Vorbehalten dieses dann ablehnte.

## Leben
Wilhelm Laforet wurde 1877 als Sohn eines Rotgerbers in der Pfalz geboren; sein jüngerer Bruder war politischer Schriftsteller und setzte sich für föderalistische Ideen ein. Laforet wuchs in einer katholischen Umgebung auf und besuchte zunächst die Lateinschule in Edenkoben und von 1892 bis 1896 das Humanistische Gymnasium in Landau. Nachdem er 1896 das Abitur abgelegt hatte, studierte er Rechts- und Staatswissenschaften in München (von 1896 bis 1898) und Berlin (von 1898 bis 1900). 1900 legte er die erste juristische Staatsprüfung in Berlin ab. Es schloss sich das Rechtspraktikum an.

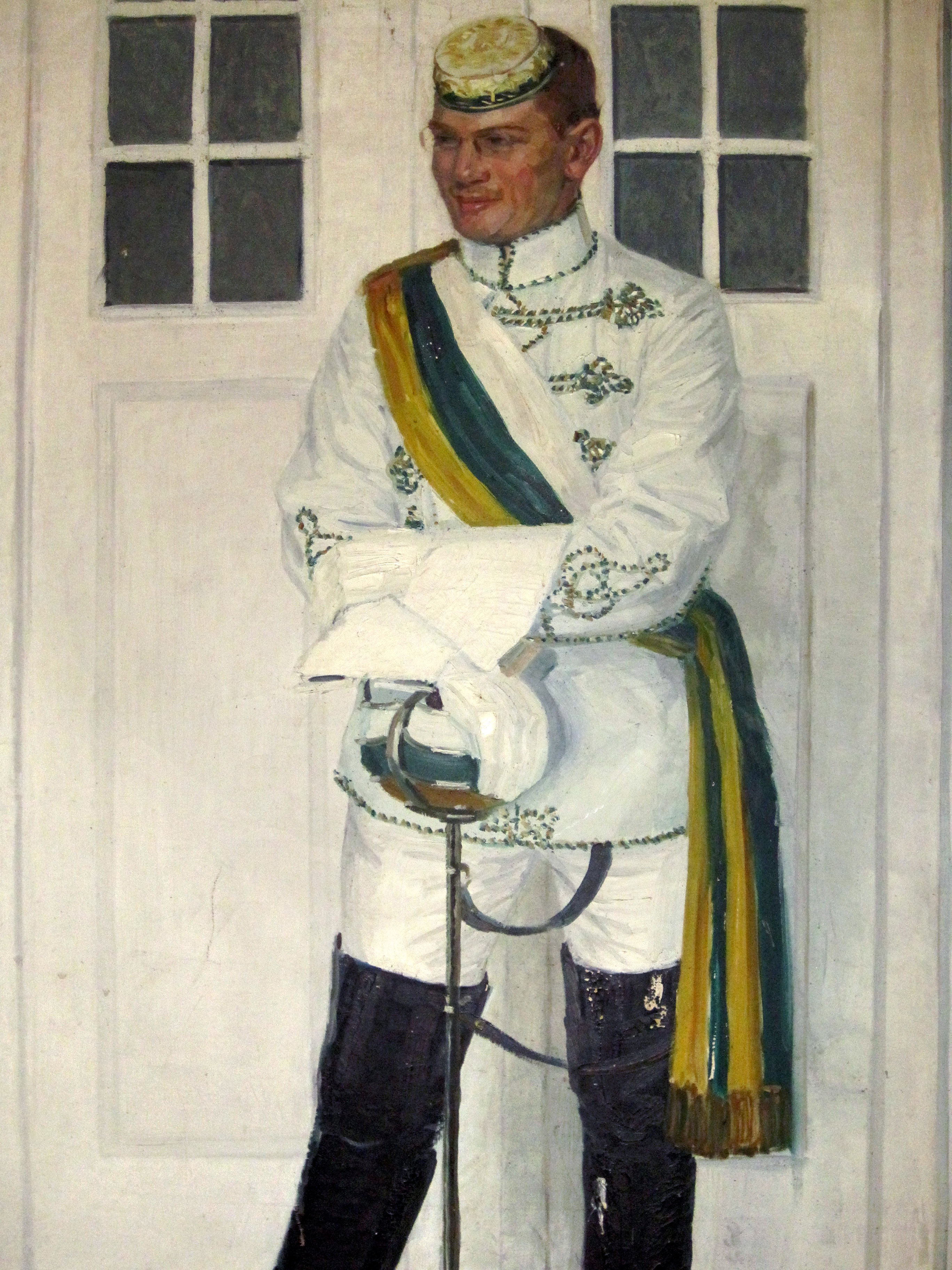
Wilhelm Laforet (1900)

Laforet trat im Wintersemester 1900/01 in die katholische, nichtschlagende Studentenverbindung KDStV Aenania München im CV ein. Später wurde er Senior der KAV Suevia Berlin. Er war ferner Gründungsmitglied und Senior der 1899 gegründeten KDStV Rheno-Franconia München im CV. Bis heute existiert ein Studentenwohnheim Wilhelm-Laforet-Verein e. V., der sich um die KDStV Rheno-Franconia kümmert.
1901 wurde er an der Universität Heidelberg mit der strafrechtlichen Dissertation Die strafrechtliche Rechtsfähigkeit zum Dr. iur. utr. promoviert; die Arbeit blieb unveröffentlicht. Seine Referenten waren Karl von Lilienthal und Richard Schröder.
1900/01 diente Laforet als Einjährig-Freiwilliger beim 1. Feldartillerie-Regiment „Prinzregent Luitpold“ der Bayerischen Armee in München. Danach absolvierte er in München den juristischen Vorbereitungsdienst und legte 1904 das Assessorexamen ab. Eine sonst übliche Habilitationsschrift fertigte er nicht an, stattdessen wurde seine Praxiserfahrung herangezogen.
Zunächst tätig bei der Stadt München, kam er 1905 zur Regierung von Oberbayern und zum Bezirksamt Regensburg. 1907 wechselte er als Assessor zum Bezirksamt Kusel in der Pfalz. 1909 wurde Laforet Regierungsrat, zuständig für das Sozialversicherungswesen und die entsprechende Gesetzgebung, im Bayerischen Staatsministerium des Innern in München.
Von 1914 bis 1918 nahm er als Frontoffizier am Ersten Weltkrieg teil – wurde mehrmals verwundet – und war zuletzt Major und Kommandeur einer Artillerieeinheit. Als Mitglied des Freikorps Epp war er 1919 an der Niederschlagung der Münchner Räterepublik beteiligt.
1922 setzte Laforet seine Karriere im bayerischen Innenministerium als Oberregierungsrat fort. 1923 wurde er zum Ministerialrat befördert. Er leitete fortan das Gemeindereferat und war mit der bayerischen Gemeindeordnung betraut. 1931 verfasste er den Kommentar zur bayerischen Gemeindeordnung. Die Beförderung zum Regierungspräsidenten 1927 schlug er aus.
Vom 1. Februar 1927 (mit Rang vom 28. Juni 1920) bis 1951 war der Geheime Justizrat stattdessen als Nachfolger von Robert Piloty ordentlicher Professor für allgemeines, deutsches und bayerisches Staats- und Verwaltungsrecht an der Julius-Maximilians-Universität Würzburg; sein Nachfolger wurde Walter Henrich. Außerdem stand er der staatsrechtlichen Abteilung der Juristischen Fakultät vor. Laforet hatte einen großen Schülerkreis, darunter u. a. Willi Geiger, Kurt Mantel, Ottmar Meyer, Rudolf Schiedermair, Walter Teutsch und Hermann Weitnauer.
Seine konservative Grundeinstellung erleichterte ihm die Ausübung seiner Hochschultätigkeit in der Zeit des Nationalsozialismus zwar – in seinen Vorlesungsmanuskripten der 1930er Jahre lassen sich lediglich einzelne völkische Elemente finden – bereits 1933 geriet er aber mit den Nationalsozialisten in einen Konflikt, der nur durch Intervention des damaligen Rektors Georg Wunderle, Theologe, im Ministerium beigelegt werden konnte. In den nächsten Jahren wurde er „überwacht“ und es wurde wiederholt versucht ihn loszuwerden. Sein Ruf als „unersetzbarer Fachmann“ ersparte ihm allerdings größere Unannehmlichkeiten. In der Fakultätsgeschichtsschreibung von 2005 hieß es: „Laforet gehörte zu den wenigen Staatsrechtlern, von denen mit Fug und Recht behauptet werden kann, dass sie die Zeit [...] trotz Berufsausübung ohne größere Anbiederung an das politisch System gemeistert haben.“
Er vertrat einen rechtsstaatlichen und katholischen Naturrechtsansatz. Seine bekanntesten Werke sind das Verwaltungshandbuch für Bayern und Deutsches Verwaltungsrecht. Laforet war wesentlicher Mitverfasser des Grundgesetzes für die Bundesrepublik Deutschland. Er war Vorstandsmitglied und Leiter der rechtswissenschaftlichen Sektion der Görres-Gesellschaft, war von 1947 bis 1949 ehrenamtlicher Richter des Bayerischen Verfassungsgerichtshofs in München, wurde 1948 zum Präsidenten des Verwaltungsgerichtshofes ernannt und war Mitglied der Vereinigung der Deutschen Staatsrechtslehrer.
Zum 75. Geburtstag wurde ihm eine Festschrift (Verfassung und Verwaltung in Theorie und Wirklichkeit) gewidmet.
Laforet war römisch-katholisch getauft. Er war ab 1920 verheiratet und Vater von zwei Kindern.

## Politik

### Partei
Laforet gehörte von 1918 bis 1933 der Bayerischen Volkspartei (BVP; auch Zentrum Bayerns) an. 1945 beteiligte er sich an der Gründung der Christlich-Sozialen Union (CSU) in Unterfranken.
Sein Nachlass befindet sich im Archiv für Christlich-Demokratische Politik der Konrad-Adenauer-Stiftung in Sankt Augustin.

### Öffentliche Ämter
Von 1918 bis 1922 war Laforet „Bezirksamtmann“ (Landrat) in Ochsenfurt am Main.
1945 war er Mitglied des Ausschusses für Verwaltungsrecht in Heidelberg, der das Verwaltungsgerichtsgesetz für die Amerikanische Besatzungszone ausarbeitete, und Sachverständiger im „vorbereitenden Verfassungsausschuss“ für das danach nur kurzzeitig bestehende Land Württemberg-Baden.
Von 1946 bis 1949 (Mandatsniederlegung) wurde er für die CSU im Wahlkreis Ochsenfurt in den Bayerischen Landtag gewählt. Er war Mitglied des Ausschusses für den Staatshaushalt, des Ausschusses für Fragen des Länderrats und für Fragen bizonaler und mehrzonaler Art, des Ausschusses für kulturpolitische Fragen und des Ausschusses für Rechts- und Verfassungsfragen.
1948/49 wurde er für Bayern vom Landtag in den Parlamentarischen Rat gewählt. Sein Hauptanliegen war die Stärkung des Föderalismus, was letztlich auch der Grund war, warum Laforet dem Grundgesetz seine Zustimmung verweigerte. Er erklärte, trotz „Einwendungen gegen das Grundgesetz dem neuen Staat und Gesamtdeutschland aus tiefstem Empfinden verpflichtet“ zu sein.
Er gehörte dem Deutschen Bundestag in dessen erster Legislaturperiode (1949–1953) als im Wahlkreis 40 (Würzburg-Ochsenfurt-Marktheidenfeld) mit 43,8 Prozent der Erststimmen direkt gewählter Abgeordneter an und war dort Vorsitzender des Ausschusses für Rechtswesen und Verfassungsrecht – dort an mehreren wichtigen Gesetzen beteiligt u. a. an der Ausarbeitung des Bundesverfassungsgerichtsgesetzes (1951) – und des Richterwahlausschusses. Zudem war er ordentliches Mitglied im Ausschuss zum Schutz der Verfassung und im Ausschuss zur Wahrung der Rechte der Volksvertretung sowie stellvertretendes Mitglied des Ausschusses für Angelegenheiten der inneren Verwaltung (heute: Innenausschuss).
1949 war er Mitglied der ersten Bundesversammlung zur Wahl des deutschen Bundespräsidenten.

## Ehrungen und Auszeichnungen
- Silberne Stadtplakette von Würzburg[8] (1951)
- Großes Verdienstkreuz des Verdienstordens der Bundesrepublik Deutschland (1952)[8]
- Großes Verdienstkreuz mit Stern (1957)[8]
- Bayerischer Verdienstorden[16] (1959)
- Ehrenbürger von Ochsenfurt[8]

## Schriften (Auswahl)
- Die strafrechtliche Rechtsfähigkeit (1901)
- Kommentar zum Bayerischen Zwangsabtretungsgesetz (1910)
- Beamtenrecht oder Arbeitsrecht? (1927)
- Die Bayerische Gemeindeordnung (2 Bd., 1931)
- Verwaltungshandbuch für Bayern (1934)
- Deutsches Verwaltungsrecht (1937)